# Sherwood (Oregón)
Sherwood es una ciudad ubicada en el condado de Washington en el estado estadounidense de Oregón. En el año 2009 tenía una población de 16.115 habitantes y una densidad poblacional de 1.534,8 personas por km².

## Geografía
Sherwood se encuentra ubicada en las coordenadas 45°35′50″N 122°59′53″O / 45.59722, -122.99806.

## Demografía
Según la Oficina del Censo en 2000 los ingresos medios por hogar en la localidad eran de $62.518, y los ingresos medios por familia eran $67.277. Los hombres tenían unos ingresos medios de $47,920 frente a los $33.657 para las mujeres. La renta per cápita para la localidad era de $25.793. Alrededor del 2,7% de la población estaban por debajo del umbral de pobreza.

## Localidades adyacentes
Diagrama de las localidades a un radio de 16 km a la redonda de Sherwood. 